# محمد باقر ذو القدر
محمدباقر ذوالقدر (محمدباقر ذوالقدر) هو قائد عسكري إيراني متقاعد في حرس الثورة الإسلامية، يشغل حاليًا منصب أمين مجمع تشخيص مصلحة النظام، كما أنه عضو في المجمع ذاته.
شغل سابقًا منصب نائب رئيس السلطة القضائية للشؤون الاستراتيجية والأمن المجتمعي والوقاية من الجريمة. [بحاجة لمصدر]كما عمل نائبًا لوزير الداخلية للشؤون الأمنية في عهد الرئيس محمود أحمدي نجاد.